# Markazi (provins)
Markazi (استان مرکزی på persisk) er en af de 30 provinser i Iran. Ordet markazi betyder central på persisk.
Markazi ligger i den vestlige del af Iran, og provinsens hovedby er Arak. Provinsens indbyggertal er estimeret til 1,35 millioner. De nuværende grænser er fra 1980'erne, hvor provinsen blev delt i den nuværende Markazi og provinsen Teheran, og mindre dele blev en del af provinserne Esfahan, Semnan og Zanjan.
De store byer i provinsen er: Saveh, Arak, Mahallat, Khomein, Delijan, Tafresh, Ashtian og Shazand (før kendt som Sarband) .
- Wikimedia Commons har flere filer relateret til Markazi (provins)